# قطعنامه ۹۱۴ شورای امنیت
قطعنامه ۹۱۴ شورای امنیت سازمان ملل متحد که در تاریخ ۲۷ آوریل ۱۹۹۴ تصویب شد، سندی بین‌المللی دربارهٔ بوسنی و هرزگوین-کرواسی است. این قطعنامه طی نشست ۳۳۶۹ام با ۱۵ رای موافق، ۰ مخالف و ۰ ممتنع تصویب شد. برطبق این قطعنامه نیروهای محافظ سازمان ملل متحد ۶۵۵۰ نفر افزایش و ۱۵۰ ناظر نظامی و ۲۷۵ پلیس غیرنظامی نیز عازم بوسنی شدند.